# Detmarsen

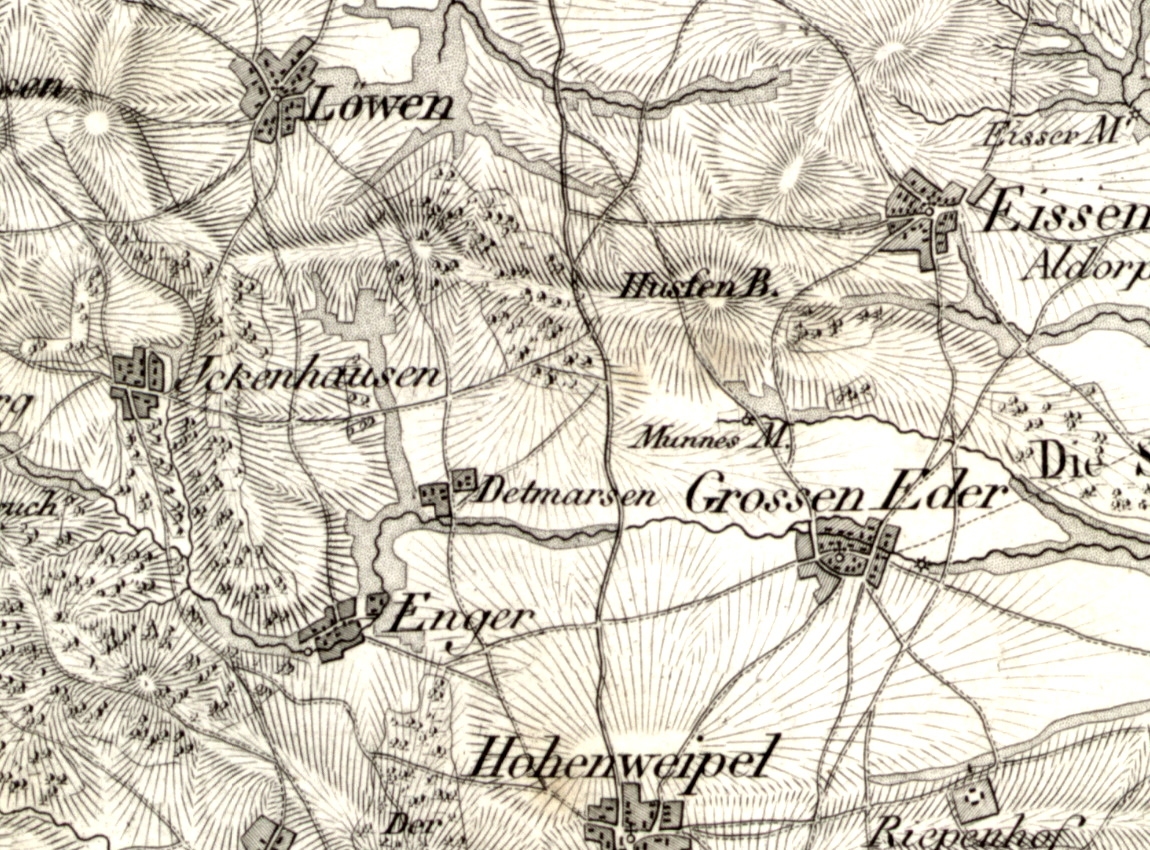
Karte von Detmarsen (1805)

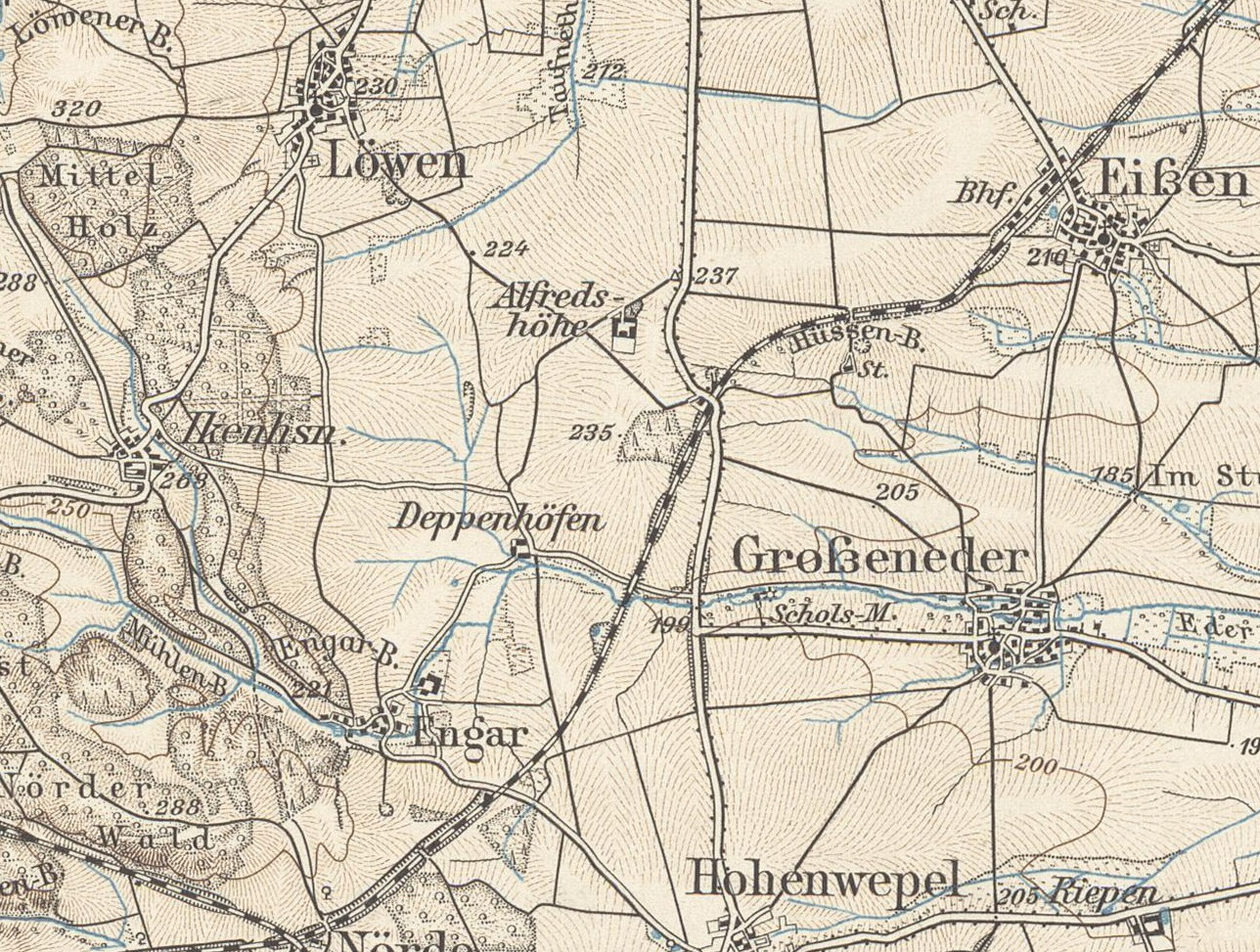
Karte von Deppenhöfen (1905)

Detmarsen (auch Dettmarsen) war der bis in das 19. Jahrhundert geltende der Name einer an der Eder, zwischen Ikenhausen und Großeneder gelegenen Villikation in der fruchtbaren Warburger Börde. Der Ort heißt heute Deppenhöfen und gehört zur Stadt Willebadessen.

## Geschichte
Der Ort wurde im 9. Jahrhundert erstmals als „Theutmareshusen“ erwähnt. Das Kloster Corvey hatte damals dort Besitz.
918-37 verwandelte der Paderborner Bischof den vom Stift Neuenheerse besessenen Zehnten zu „Tidmanneshus“ in freies Eigentum. 963–1037 hieß der Ort „Thetmereshusen“, 1126 schenkte der Paderborner Bischof Heinrich von Werl dem Kloster Helmarshausen ein Gut in „Villa Dettmarsen“. 1266 wurde ein „Helmicus vom Dettmarsen“ genannt. 1292 erwarb das Kloster Willebadessen Güter in Dettmarsen. Weitere Bezeichnungen des Ortes zu der Zeit waren 1126 „Thietmaressen“, 1266 „Tithmanneshusen“, 1292 „Thitmannesen“, 1293 „Titimannessen“ und 1294 „Titmannessen“.
Am 10. November 1352 bestätigte Bischof Balduin von Paderborn die Dotation des von ihm dem hl. Stephan geweihten Altars im Ostteil der Warburger Burgkirche mit einer bei Detmarsen (in campis Dethmerssen iuxta antiquam silvam) gelegenen Hufe (manso) und einem Haus mit einem steinernen Speicher (domo et camera lapidea) am Kirchhof St. Peter außerhalb der Warburger Stadtmauer sowie dazugehörigem Grund durch den Priester Johannes gen. Drenkere. Die Hufe hat Johannes von dem Knappen Ludolf von Driburg (de Driborch) und dem Warburger Bürger Eckhard von Geismar (de Geysmaria) als freies Gut (tamquam quoddam bonum liberum et proprium) gekauft. Das Haus mit dem steinernen Speicher hat er auf eigene Kosten errichtet. Von dem Haus wurden dem Küster der Kirche St. Peter jährlich zu Michaelis (29.9.) drei Schillinge in Warburger Pfennigen zum Unterhalt des Altars entrichtet. Während des Dreißigjährigen Krieges wurden die Warburger Peterskirche und die sie umgebenden Häuser bei Warburg 1622 zerstört.
1779 gehörte der als Dorf klassifizierte Ort Detmarsen zum Peckelsheimer District des Hochstifts Paderborn. Seine Lage wurde beschrieben Am Weg, welcher aus dem Waldeckischen kommt, über Ossendorf, Nörde und Dettmarsen durch die peckelsheimische Feldmark bis Riesen, auf Siddesen, Brackel vorbey, nach Pyrmont. Um 1780 entzog der Fürstlich Waldeckscher Geheimrat Hermanns, Arolsen einem Anton Brinkmann zu Detmarsen den Pachthof zu Detmarsen wegen angeblicher Pachtschulden, wogegen dieser Klage vor dem Reichskammergericht erhob. 1791 wurde der Ackermann Johannes Berendes auf dem Gut Detmarsen geboren. 1805 bestand der Ort gemäß einer Landkarte von Karl Ludwig von Le Coq aus zwei Gutshöfen.
1843–1845 klagte Freifrau Luise von Elmendorff, geb. von Spiegel vom Desenberg-Borlinghausen gegen Theodor Müller in Deppenhöfen wegen Forderungen. Dabei handelte es sich offenbar um den Eigentümer des westlich der Straße nach Ikenhausen und Löwen gelegenen Hofes. Denn auf der Karte des Deutschen Reiches von 1905 bestand der Ort nur noch aus diesem Anwesen, das mit „Deppenhöfen“ bezeichnet wurde. Mit dem Verschwinden des östlich des Weges gelegenen Hofes war offenbar auch der Name Detmarsen verschwunden.
Nach dem Ersten Weltkrieg wurde das Gut Deppenhöfen durch die 1916 gegründete Gemeinnützige Siedlungsgesellschaft Rote Erde GmbH Münster übernommen, die die noch 1905 vorhandenen Gebäude offenbar abreißen ließ. Stattdessen entstand in den folgenden Jahrzehnten nördlich davon entlang der Kreisstraße und des nach Norden abzweigenden Weges ein Ensemble aus neun neuen landwirtschaftliche Betrieben, auf das dann der Name "Deppenhöfen" übertragen wurde.